# Adrenalina (telenovela)
Adrenalina es una telenovela chilena, de género drama romántico, dirigida por Ricardo Vicuña y emitida por Canal 13 desde el 29 de julio hasta el 21 de diciembre de 1996.
Protagonizada por Francisca Merino y Luciano Cruz-Coke. Con Catalina Guerra y Alejandra Herrera en roles antagónicos. Acompañados por Cristián Campos, Liliana García, Sandra O'Ryan, Willy Semler, Lucy Salgado, Guido Vecchiola, Juan Pablo Sáez, Berta Lasala, Aranzazú Yankovic, entre otros.

## Argumento
La teleserie comienza con el viaje a Cartagena de Indias de una bella joven y sus padres, quienes, misteriosamente, sufren un accidente en lancha y mueren ante la impactante mirada paralizada de su hija.
Así después, de regreso en Santiago, llega el primer día de clases en el Colegio Warrington y Catherine "Cathy" Winter (Francisca Merino) busca la sala de cuarto medio. Esta inocente adolescente viene llegando desde Osorno a la capital, intentando olvidar la mencionada trágica muerte de sus padres en Cartagena de Indias, por lo que llega a vivir con su tía Renata (Liliana García) quien inmediatamente le demuestra cariño maternal y más aún al tomar la decisión de que la muchacha termine sus estudios en la gran ciudad y no en el sur de chile, y también con su prima Graciela (Marcela Leiva), una adolescente rebelde que siente envidia de Cathy y a veces la rechaza, pero también le acepta todo tipo de obsequios e invitaciones, además de pedirle consejos. Al comienzo esta última muchacha tendrá una dura rivalidad con Manuel Hinojosa (Andrés Gómez), compañero y presidente del curso de su prima Cathy, debido a su personalidad muy extrovertida, pero con el tiempo ambos se acercarán generando un vuelco en la historia.
Para sorpresa de Cathy, ella se encuentra con un revoltoso curso. Una vez comenzadas las clases, aparece Alexis Opazo (Alejandra Herrera) con unos anteojos oscuros para ocultar las ojeras de su salida la noche anterior. Esta conflictiva adolescente es la más popular del colegio y es polola de Fabián Undurraga (Guido Vecchiola) un chico tan superficial como ella y con serios problemas para ser fiel, pues este la engaña con su principal enemiga del curso: Loreto Amenábar (Camila Videla), quien utiliza como cómplice de sus fechorías contra Alexis a su mejor amiga: Macarena Cordero (Francisca Navarro), ambas son presumidas debido a pertenecer a familias acomodadas de clase alta. Alexis vive con su padre Walter (Patricio Achurra) un relajado periodista que siempre intenta ayudar a sus hijos, aunque a veces sin éxito alguno, y con su hermano Mario (Hernán Hevia) un despreocupado joven que lleva una relación regular con su hermana e intenta coquetear sin éxito a una de sus mejores amigas, la razón por la cual conviven de esta manera los Opazo, sería por el temprano abandono de su madre Rebeca (Romana Satt), quien luchará a toda costa para recuperarlos contando con la ayuda de Domitila Vilches (María Izquierdo), la empleada doméstica de la casa.
Otra de las compañeras es Sandra Villagra (Aranzazú Yankovic) una simpática rubia que debe soportar la aprensiva y conservadora actitud de su padre Alfredo (Willy Semler) un periodista mal genio, machista y manipulador que esconde varios secretos y es lector de noticias en el informativo HoraXHora en el canal de TV InterVisión, él está casado con la también periodista Viviana Möller (Soledad Alonso) una esforzada madre que algunas veces discrepa de la aprensividad de su marido para con su hija, pero teme enfrentarlo hasta que Gerardo (Roberto Vander) el productor general del departamento de prensa del canal, consigue contratarla, desatando más aún la ira y envidia de su esposo. 
Este grupo también lo integra Tamara Del Canto (Berta Lasala) una adolescente que tiene la suerte de tener unos padres más relajados y más liberales, los artistas plásticos Antonio (Luis Gnecco) y Ximena (Rebeca Ghigliotto) un matrimonio estilo Hippie y vegano, por lo que ellos prohíben a sus hijas que coman todo lo que derive de animales. Tamara también posee una hermana menor: Daniela (Adela Secall). Ella se enamora profundamente de su profesor Vicente Arredondo (Vasco Moulian) un docente joven recién egresado de pedagogía que intenta enseñar a sus alumnos de una forma más liberada y menos conservadora como se estaba haciendo en Chile en esos años. Para colmo de este profesor, el colegio donde llega a trabajar es dirigido por la repelente Josefina "Chepa" Warrington (Lucy Salgado) quien no parará de acosarlo constantemente, además, el docente también deberá, al igual que los alumnos, lidiar con la extrovertida y exagerada personalidad de Igor Hormazábal (Edgardo Bruna) quien es el inspector general del colegio y es un hombre bastante presumido que, valga la redundancia exagera de las reglas y normas del establecimiento, jactandolas de su conservadurismo. Los coqueteos de la directora hacia el profesor harán que Tamara busque refugio en la amistad de Morrison (Cristóbal Gumucio), otro artista plástico hijo de un amigo de su padre que llega desde Brasil hacia Chile para perfeccionar su arte, el también se enamora de la joven, pero deberá conformarse sólo con la amistad de parte de ella.
Rápidamente las cuatro mencionadas mujeres, vale decir, Cathy, Alexis, Sandra y Tamara, se hacen bastante amigas (pese a que en un comienzo Alexis y Cathy se odiaban mutuamente) y salen juntas a disfrutar de la intensa vida nocturna. El centro de reunión de los personajes es la concurrida discotheque Adrenalina, donde todo puede pasar. Allá los complejos y los problemas cotidianos quedan de lado, dando paso al baile y la entretención. Pero lamentablemente, pese a que está entretención les quitará un buen estrés de encima, el exceso de esta les pasará la cuenta y les provocará más de algún dolor de cabeza en varios aspectos de sus vidas, especialmente en sus vidas amorosas y sus responsabilidades académicas.
El responsable de la música de Adrenalina es el D.J. Billy (Juan Pablo Sáez) quien también es oriundo del sur del país pero específicamente de Temuco y es nieto de Desiderio (Walter Kliche), el jefe de seguridad de la discotheque. Este muchacho 
de crespos cabellos rápidamente muere de amor por Cathy apenas la conoce. Sin embargo el corazón de esta mujer late por Andrés Betancourt (Luciano Cruz-Coke), un publicista diez años mayor que ella, y para conquistarlo deberá luchar contra Francisca Undurraga (Catalina Guerra) la novia de Andrés, a la que conoció en Cartagena de Indias sin saber en qué circunstancias se volverían a encontrar. Eso sí este hombre está en un fuerte dilema, ya que también está profundamente enamorado de la joven colegiala, pero la obsesión de su novia hacia el lo hacen ceder ante lo que ella pide y también protegerla cuando le ocurre algo. A su vez, la dulce Cathy también se logra confundir amorosamente, y deberá decidir si se queda con el joven DJ o con el flamante publicista.
Andrés vive en su departamento no solo con el profesor Vicente Arredondo quien también es su mejor amigo, también con dos especiales mujeres: Penélope (Luz Croxatto), una mujer con un fuerte y especial carácter que se encarga de la cocina y de las cuentas de la casa y padece de trastorno obsesivo-compulsivo, y con Raquel (Catalina Saavedra), una mujer rebelde y despreocupada que solo adora oír de rock pesado y heavy metal, además de poseer una obsesión similar junto a su novio Edgar, apodado el Killer (Guillermo Calderón).
El propietario de la discotheque es Esteban Mardones (Cristian Campos) un empresario bohemio que antiguamente estuvo inserto en una mafia. Este poderoso y alegre hombre que alguna vez fue novio de Renata, se enamora perdidamente de Rosario Andrade (Sandra O'Ryan) su relacionadora pública, sin saber que ella y su corrupto abogado Max Ventura (Felipe Castro) pretenden arruinar sus negocios y divulgar su pasado, cosa que su hijo Gaspar (Carlos Díaz) intenta que el descubra para impedir aquello, sin embargo, su padre no le cree ni la más mínima palabra. Gaspar es un adolescente alegre pero muy pegado al yugo paterno, pues admira los negocios de su padre a sabiendas de sus actitudes sospechosas. Este muchacho es el que se enamora de Sandra, debiendo enfrentar el fuerte rechazo del padre de esta última y los coqueteos hacia la muchacha por parte de Mario, el hermano de Alexis.
En cuanto al espontáneo empresario, el con el paso del tiempo logra recuperar a su antiguo amor, sin embargo, tanto él como la dulce Cathy, deberán luchar contra la fría personalidad de Ana (Sandra Solimano), hermana de Renata y Eugenio, quien tiene una actitud bastante aprensiva con su sobrina huérfana y para más remate, duda del amor del bohemio dueño de la discoteca hacia su hermana.

## Elenco
- Luciano Cruz Coke como Andrés Betancourt Jordán
- Francisca Merino como Catherine "Cathy" Winter
- Catalina Guerra como Francisca Undurraga Andrews
- Cristián Campos como Esteban Mardones
- Liliana García como Renata Winter
- Alejandra Herrera como Alexis Opazo
- Juan Pablo Sáez como Guillermo "Billy" Donoso / "Dj Billy"
- Berta Lasala como Tamara del Canto Puga / De Arredondo
- Guido Vecchiola como Fabián Undurraga Andrews
- Aranzazu Yankovic como Sandra Villagra Möller
- Ana María Martínez como Luz María Andrews de Undurraga
- Jaime Azócar como Jack Marshall / Armando Cabrera
- Sandra O'Ryan como Rosario Andrade
- Willy Semler como Alfredo Villagra
- Soledad Alonso como Viviana Möller de Villagra
- Patricio Achurra como Walter Opazo
- Liliana Ross como Elvira Jordán viuda de Betancourt.
- Luis Gnecco como Antonio del Canto
- Rebeca Ghigliotto como Ximena Puga de Del Canto
- Walter Kliche como Desiderio Donoso
- Lucy Salgado como Josefina "Chepa" Warrington
- Edgardo Bruna como Igor Hormazábal
- Felipe Castro como Max Ventura
- Luz Croxatto como Penélope París
- Sandra Solimano como Ana Winter
- Roberto Vander como Gerardo Ahumada
- Alfredo Castro como Efraín Domínguez
- María Izquierdo como Domitila Vilches
- Magdalena Max-Neef como Lupe
- Violeta Vidaurre como Matilde Moreno
- Vasco Moulian como Vicente Arredondo
- Catalina Saavedra como Raquel Trujillo Lillo
- Carlos Díaz como Gaspar Mardones
- Juan Falcón como Elías Corrales
- Hernán Hevia como Mario Opazo
- Macarena Darrigrandi como Glenda Covarrubias
- Marcela Leiva como Graciela Winter / Graciela Mardones Winter
- Andrés Gómez como Manuel Hinojosa
- Camila Videla como Loreto Amenábar
- Francisca Navarro como Macarena Cordero
- Alberto Zeiss como Diego Sachs
- Adela Secall como Daniela del Canto Puga
- Giselle Gómez como Eva Larraín de Ahumada
- Orietta Grandi como Mirna Maluenda
- Cristóbal Gumucio como Morrison Browne
- Carmen Luz Figueroa como Miss Martita
- Pilar Oribe como Rafaella León
- Carina Radonich como Vanessa Madrigal
- Rodrigo Achondo como David Romo
- Evelyn Bravo como Jenny
- Guillermo Calderón como Edgard "Killer" Pino
- Consuelo Castillo como Carolina
- Carola Paz como Susana Pérez / Rita Rodríguez
- Carmen Gloria Ampuero como Zoila
- Claudia Cornejo como Patricia
- Andrés Fernández como Johnny González
- Eduardo Iturriaga como Boris
- César Arredondo como Darío Undurraga
- Eugenio Poblete como Adrián Lambert
- Maya Zilvetti como Modelo de la agencia de publicidad
- Greta Nilsson como Antonieta Lillo Marambio
- Eduardo Mujica como Eugenio Winter
- Tennyson Ferrada como Saúl Andrade
- Osvaldo Lagos como Martín Cordero
- Kurt Carrera como Mauricio Lira
- Agustín Moya como Larry Taylor
- Teresa Berríos como Miss Wanda
- Mane Nett como Evelyn
- Romana Satt como Rebeca
- Emilio García como Braulio
- Pedro Foncea como Él mismo
- Graciela Alfano como Ella misma
- Rosa Ramírez como Ella misma
- Nicolás Larraín como Él mismo
- Felipe Izquierdo como Él mismo
- Fernando Larraín como Él mismo
- Marcelo Comparini como Él mismo trabajando como voz de "Radio La Era FM"
- Patricia Irribarra como mujer que espera microbús con Graciela

## Equipo
- Dirección de Producción Canal 13: Ruby Anne Gumpertz
- Dirección  de Área Dramática Canal 13: Ricardo Miranda
- Guion: Pablo Illanes
- Dirección general: Ricardo Vicuña
- Producción general: Javier Larenas Peñafiel
- Dirección de unidad: Eduardo Pinto
- Coordinación de producción: Pedro Neol
- Edición: Javier Kappes

## Banda sonora
| Intérprete               | Tema                   | Personaje(s)       | Actor(es)                            |
| ------------------------ | ---------------------- | ------------------ | ------------------------------------ |
| Sol Azul                 | «Atrevete a amar»      | Tema principal     |                                      |
| Robert Miles             | «Calderón»             | Cathy              | Francisca Merino                     |
| Ambra                    | «Te pertenezco»        | Cathy y Andrés     | Francisca Merino y Luciano Cruz Coke |
| Andrés de León           | «Siempre te amé»       | Andrés y Francisca | Luciano Cruz Coke y Catalina Guerra  |
| Fobia                    | «Hipnotízame»          | Alexis y Fabián    | Alejandra Herrera y Guido Vecchiola  |
| Fobia                    | «Descontrol»           | Loreto y Fabián    | Camila Videla y Guido Vecchiola      |
| Javiera y Los Imposibles | «Humedad»              | Rosario y Esteban  | Sandra O'Ryan y Cristián Campos      |
| Soda Stereo              | «Disco eterno»         | Tamara y Vicente   | Berta Lasala y Vasco Moulian         |
| Paolo Meneguzzi          | «Primera vez»          | Graciela Y Manuel  | Marcela Leiva y Andrés Gómez         |
| Eros Ramazzotti          | «Estrella gemela»      | Tamara Y Vicente   | Berta Lasala y Vasco Moulian         |
| Amparo Sandino           | «Mar de amores»        | Domitila y Efraín  | María Izquierdo y Alfredo Castro     |
| Red Hot Chili Peppers    | «Varios temas»         | Fabián             | Guido Vecchiola                      |
| Ragazzi                  | «¿Quién piensa en ti?» | Cathy              | Francisca Merino                     |
| José Alfredo Fuentes     | «Enséñame»             | Renata y Esteban   | Liliana García y Cristián Campos     |
| Marilyn Manson           | «Swett dramas»         | Locaciones         |                                      |

## Curiosidades
- En esta teleserie, se vuelve a usar la técnica del "Placement" en la que a distintos personajes, se les puede ver consumir productos Kellogg's como Soprole. Sobre esta última marca, el personaje Efraín Domínguez (interpretado por Alfredo Castro) se le puede ver con un carrito de ventas de productos de la marca, muy populares en las décadas de los 80 y 90.

- A 20 años de su estreno, el guionista Pablo Illanes escribió una obra de teatro titulada Las reinas de la noche, una suerte de spin-off que con las cuatro amigas del Colegio Warrington como protagonistas. Se estrenó el 26 de agosto en el casino Enjoy Santiago.[2]

- En uno de los capítulos, cuando en el televisor del hogar de algunos personajes se exhibe un avance del noticiero ficticio "HoraXHora", se logra notar que fue leído por el histórico locutor insigne de Canal 13 Augusto Gatica, lo que hace pensar que en la vida real fue grabado para una edición de Teletrece.

- La locación que sirvió para albergar el Colegio Warrington, fue la Casa de la Cultura de Ñuñoa, emplazada en Avenida Irarrazaval.